# جیلان‌آباد(اصفهان)
جیلان‌آباد یا گلون‌آباد یا گوله باد ( نام محلی بومی) روستایی از توابع بخش مرکزی شهرستان اصفهان در استان اصفهان ایران است.
این روستا محل جنگ غلبهٔ افغان‌ها بر صفویان در زمان شاه سلطان حسین صفوی بوده که موجب تصرف اصفهان به دست افغان‌ها و سقوط سلسلهٔ صفویه شد.

## جمعیت
این روستا در دهستان قهاب جنوبی قرار دارد و براساس سرشماری مرکز آمار ایران در سال ۱۳۸۵، جمعیت آن ۱٬۴۵۹ نفر (۳۵۱خانوار) بوده‌است.

## جنگ گلون‌آباد
در سال ۱۱۳۳ ق / ۱۷۲۱ م محمود افغان برای دومین بار به ایران لشکر کشید. او کرمان را تسخیر نمود و بعد از این که نتوانست بر یزد دست یابد عازم تسخیر پایتخت صفویان شد. شاه و سرداران وی تصمیم به اتخاذ شیوهٔ دفاعی گرفتند و سپاهی که ارزش جنگی نداشت گرد آوردند. تنها در میان آنها یک دسته سرباز گرجی، مستعد، کارآمد و ملبس به البسهٔ متحدالشکل، فاخر و مجهز و تحت فرمان رستم شاهزادهٔ گرجی بودند. رستم خان قوللر آقاسی برادر ناتنی واختانگ ششم و ملقب به حسینقلی خان بود.
سپاه صفوی در روز ۷ مارس ۱۷۲۱ م، از ده گلون‌آباد گذشتند و در مقابل افاغنه موضع گرفتند. شاه خرافاتی تا رسیدن هنگام سعد به لشکریان خود آبگوشتی سحرآمیز برای پیروزی بر افاغنه خورانید. روز بعد دو سپاه در مقابل هم قرار گرفتند. والی خوزستان و سپاهش در جناح راست، رستم خان در قلب همراه با ۴۰۰ گرجی شجاع و تعلیم دیدهٔ دستچین و در جناح چپ محمدقلی خان اعتماد السلطنه با ۱٬۵۰۰ نفر قرار گرفتند. در این روز تا هنگام عصر طرفین اقدامی نکردند. در پایان روز رستم خان از سکون طولانی ملول شد و با نفرات خود جناح چپ افاغنه را در هم شکست و آنها را عقب راند، اما اشتباه والی خوزستان و اعتمادالسلطنه که نتوانستند به موقع به رستم خان یاری رسانند باعث شد تا محمود افغان که فکر می‌کرد شکست یافته و در صدد فرار بود، موقعیت بهتری یابد. رستم خان و همراهانش در محاصرهٔ افاغنه قرار گرفتند اما با از جان گذشتگی مبارزه کردند و هنگامی که رستم خان خواست با اسب خود از نهر برزون عبور نماید، اسب اوی درغلطید و افاغنه وی را کشتند، بدین ترتیب رستم خان یازده سال بعد از برادرزاده اش و همانند او به قتل رسید.
سپاه ایران شکست یافت و عقب‌نشینی نمود. محمد حسین پس از ذکر محامد و توصیف رشادت و دلاوری رستم خان و سربازان گرجی وی، موضوع را چنین بیان می‌کند: «اگر امرای دیگر نامردی نمی‌کردند و با رستم خان قللر آقاسی اتفاق می‌کردند افغان از میان برداشته می‌شد».
خبر مصیبت بار جنگ و شکست گلون‌آباد به دربار رسید و عامهٔ مردم را به اضطراب انداخت. شاه مصمم به ماندن در اصفهان و جلب کمک از اطراف شد. او پیک‌هایی نزد واختانگ ششم پادشاه گرجستان فرستاد. واختانگ که قسم خورده بود به خاطر شاه ایران شمشیر نکشد به او کمکی نکرد.
افاغنه اصفهان را محاصره کردند، این محاصره شش ماه طول کشید، در این مدت قحط و غلای شدیدی در شهر حکم فرما شد و شاه به ناچار از شهر خارج شد. در فرح آباد با محمود افغان ملاقات نمود و تاج شاهی را با دست خود بر سر محمود گذاشت و امپراتوری صفوی را به دست خود ساقط نمود.